# Calidris virgata
L'afrizia o piro-piro striato (Calidris virgata (Gmelin, 1789)) è un uccello della famiglia degli Scolopacidae, precedentemente considerato unico rappresentante del genere Aphriza.

## Distribuzione e habitat
Questo uccello vive lungo la costa occidentale dell'America del Nord e dell'America del Sud, dall'Alaska al Cile. Lo si incontra anche in Argentina (Terra del Fuoco) e sulle Isole Falkland. Di rado si spinge anche sulle coste del Golfo del Messico.

## Tassonomia
Calidris virgata è classificata dall'International Ornithologists' Union (o IOC) come appartenente al genere Calidris tuttavia in passato era considerata come specie monofiletica ed appartenente al genere Aphriza Audubon, 1839, con il nome scientifico di Aphriza virgata.